# 前79年
| 千纪： | 前1千纪 |
| 世纪： | 前2世纪 \| 前1世纪 \| 1世纪                                                                                |
| 年代： | 前100年代 \| 前90年代 \| 前80年代 \| 前70年代 \| 前60年代 \| 前50年代 \| 前40年代                          |
| 年份： | 前84年 \| 前83年 \| 前82年 \| 前81年 \| 前80年 \| 前79年 \| 前78年 \| 前77年 \| 前76年 \| 前75年 \| 前74年 |
| 纪年： | 西汉元凤二年                                                                                               |

## 大事记
- 罗马共和国
  - 卢修斯·科尼利厄斯·苏拉宣布辞职并隐退。
  - 維蘇威火山爆發，龐貝城陷沒。
- 汉朝
  - 四月，汉昭帝自建章宫迁回未央宫。
  - 匈奴派遣九千骑兵屯驻受降城以防备汉朝。